# آلف بنتلی (بازیکن فوتبال، زاده ۱۸۸۷)
آلف بنتلی (انگلیسی: Alf Bentley؛ ۱۵ سپتامبر ۱۸۸۷ – ۱۵ آوریل ۱۹۴۰) بازیکن فوتبال اهل بریتانیا بود.
از باشگاه‌هایی که در آن بازی کرده‌است می‌توان به باشگاه فوتبال وست برومویچ آلبیون، باشگاه فوتبال دربی کانتی، باشگاه فوتبال برتون آلبیون، باشگاه فوتبال بولتون واندررز، و باشگاه فوتبال آلفرتون تاون اشاره کرد.